# Geula Cohen

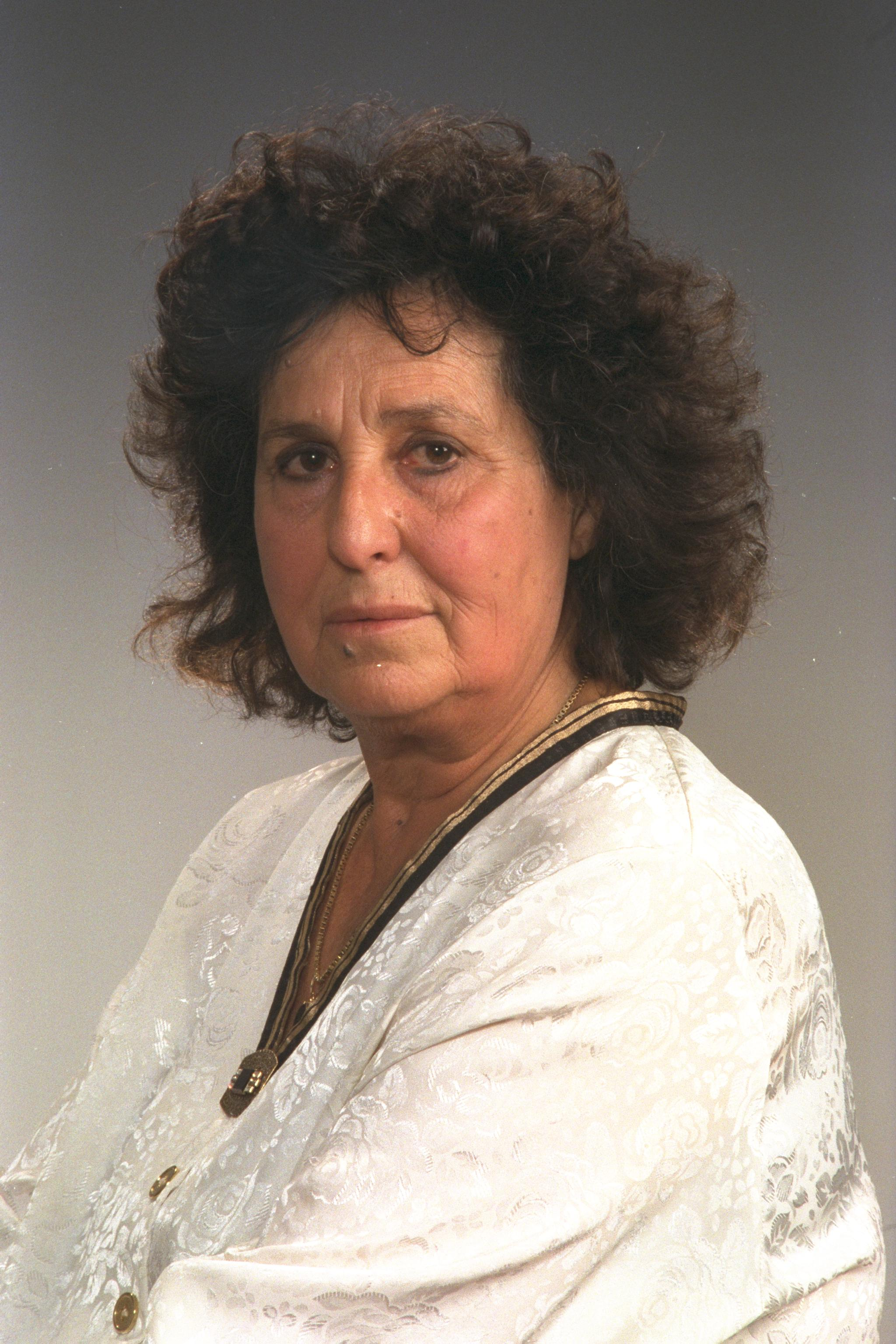
Geula Cohen (1999)

Geula(h) Cohen (hebräisch גאולה כהן, * 25. Dezember 1925 in Tel Aviv, Völkerbundsmandat für Palästina; † 18. Dezember 2019) war eine israelische Herausgeberin und Politikerin.

## Leben
Geula Cohen war seit 1942 Mitglied der rechten Terrorbewegung Irgun und seit 1943 der Terrorgruppe Lechi, die die Araber und Briten mit Gewaltakten bekämpften. Sie war Herausgeberin der Zeitung der Lechi Youth Front (englisch für: Jugendfront). Nach der Gründung Israels 1948 veröffentlichte sie Sulam, ein monatliches Magazin, das früher von dem Vorsitzenden der Lechi, Israel Eldad, herausgegeben worden war. Sie heiratete den Lechi-Aktivisten Emanuel Hanegbi (עמנואל הנגבי, geboren 1917 in Białystok; gestorben 6. Januar 1975 in Jerusalem); sie hatten einen gemeinsamen Sohn Tzachi Hanegbi (צחי הנגבי). Von 1961 bis 1973 schrieb sie für die Israelische Zeitung Maariw.
Zudem war sie politisch tätig und saß von 1974 bis 1992 in der Knesset. Zunächst war sie Likud-Mitglied. Als Menachem Begin 1979 zusammen mit Anwar Sadat den ersten arabisch-israelischen Friedensvertrag aushandelte, gründete sie mit Juval Ne’eman aus Protest die Rechtsaußenpartei Techija. Ursache dafür war, dass sie es ablehnte, Ägypten die Sinaihalbinsel wieder zurückzugeben. Einer der Mitgründer der Partei war Mosche Schamir, Mitglied der Bewegung für ein Großisrael.
Cohen starb am 18. Dezember 2019 im Alter von 93 Jahren. Ihr Grab befindet sich auf dem jüdischen Friedhof am Ölberg.

## Auszeichnungen
- 2003 erhielt sie den Israel-Preis.[4][5]
- 2007 erhielt sie den Yakir Yerushalayim,[6] eine Art Ehrenbürgerschaft Jerusalems, die seit 1967 vergeben wird.

## Publizierte Werke
- Geschichte eines Kämpfers, 1961 (hebräisch, Autobiographie)
- Woman of Violence: Memoirs of a Young Terrorist, 1943–1948. Holt, Rinehart and Winston, 1966 (Autobiographie)
- Historisches Treffen, 1986 (hebräisch)
- Keine Kraft um müde zu sein, 2008 (hebräisch Ein li koah lehiyot ayefa)